# San Juan Sacatepéquez
San Juan Sacatepéquez è un comune del Guatemala facente parte del dipartimento di Guatemala.
L'abitato nacque in epoca precoloniale e venne conquistato dagli spagnoli sotto il comando di Antonio de Salazar nel 1525. Il comune venne istituito nel 1882.